# Convention anglo-française de 1889
 (décembre 2023).
La Convention anglo-française de 1889 est un accord diplomatique signé le 10 août 1889 entre la Grande-Bretagne et la France qui délimite la frontière entre le protectorat de Gambie et la colonie du Sénégal, ainsi qu'entre la colonie de Lagos et le Dahomey,. La frontière sénégambienne était fixée à dix kilomètres au nord et au sud du fleuve jusqu'à Yarbutenda (près de l'actuelle Koina, en Gambie), avec un rayon de 10 km pour marquer la frontière orientale mesurée à partir du centre de la ville. Les Britanniques contrôlaient donc le fleuve dans la mesure où il était navigable par les navires de mer. Bien que largement considérées à l’époque comme temporaires, ces frontières fixées en 1889 sont restées inchangées depuis.

## Voir également
- Convention anglo-française de 1882
- Convention franco-britannique de 1898
- Entente cordiale